# Jenny Don't Be Hasty
Jenny Don't Be Hasty är en låt skriven av den skotske musikern Paolo Nutini. Den figurerar som det första spåret på dennes första studioalbum These Streets. Låten släpptes även som singel för albumet.
Den handlar om en tjej han träffade på en pub. Hon var 23, men han bara 18 fast han sade att han också var 23. När han senare avslöjade att han var 18, lämnade hon honom.